# نيكولا بونت
نيكولا بونت (بالفرنسية: Nicolas Bonet)‏ هو عالم عقيدة فرنسي، ولد في 1280، وتوفي في 1360.